# Savannekatoen
De savannekatoen (Pachira flaviflora) is een struik of kleine boom van het laag savannebos van Suriname. De hoogte varieert van 10-20 meter. Dit xeromorfische type bos is erg dicht en bevat naast de savannekatoen ook Clusia fockaena, Linacia incana, Swartzia bannia en soorten van Ocotea en Protium.
Een dergelijk bostype wordt ook aangetroffen bij Basse-Mana in Frans-Guyana bij de Organabo—rivier, waar het groeit op zuiver wit kwartszand.
Het verspreidingsgebied van de boom is de Guiana's In  Suriname wordt de soort op de Kappel-savanne bij Tafelberg gevonden. In Zuid-Guyana op de Muri-struweel/witzand-savanne.
De taxonomie van de soort is niet erg stabiel. Er zijn ook taxonomen die de soort indelen in Bombax, Rhodognaphalon hoewel dit meestal Paleotropische soorten betreft. In een herziening van de onderfamilie Bombacoideae (van 2016) waartoe de plant behoort, gebaseerd op genetisch onderzoek, bleek P. parviflora het nauwste verwant aan P. gracilis. Beide zijn Neotropische soorten van "witzand"-vegetaties met een verkleind aantal blaadjes (1-3, zelden 5), kleine slanke bloemen (tot 12 cm lang) en kleinere, gewoonlik gladde vruchten (tot 10 cm lang). Zij behoren tot een Neotropische clade, die samen met een Paleotropische Bombax clade tot een grotere Kapok-clade behoren van planten die allemaal een endocarp bezitten dat gemodificeerd is tot een wollig weefsel (de kapok) dat talrijke kleine, niet-gevleugelde, lichte zaadjes omgeeft.